# Colletes scopiventer
Colletes scopiventer är en biart som beskrevs av Swenk 1908. Colletes scopiventer ingår i släktet sidenbin, och familjen korttungebin. Inga underarter finns listade i Catalogue of Life.